# 紫雨风暴
《紫雨風暴》是1999年上映的香港警匪动作電影。陳德森導演，動作導演董瑋，吳彥祖、甘國亮、周華健、何超儀及陳沖主演。

## 剧情
- 講述香港警方與企圖使用生化武器，製造恐怖襲擊的紅色高棉殘餘分子的鬥爭。

## 演员
| 演員   | 角色         | 簡要介紹                 |
| ------ | ------------ | ------------------------ |
| 吳彥祖 | 多特/ 周世傑 | 赤柬恐怖分子，桑蘭迪兒子 |
| 甘國亮 | 桑蘭迪       | 赤柬恐怖分子，多特父親   |
| 周華健 | 馬立         | 香港反恐专家             |
| 何超儀 | 觀艾         | 赤柬恐怖分子，多特妻子   |
| 陳沖   | 關若梅       | 犯罪學家                 |
| 譚耀文 | O.B.         | 高級督察                 |
| 李綺虹 | Cindy        | 督察                     |
| 唐文龍 | Mike         | 高級督察                 |
| 陳豪   | Rock         | 高級督察                 |

## 獎項及提名
| 頒獎典禮              | 獎項             | 名字                  | 結果 |
| --------------------- | ---------------- | --------------------- | ---- |
| 第36屆金馬獎          | 最佳劇情片       | 不適用                | 提名 |
| 第36屆金馬獎          | 最佳導演         | 陳德森                | 提名 |
| 第36屆金馬獎          | 最佳女配角       | 何超儀                | 提名 |
| 第36屆金馬獎          | 最佳攝影         | 黃岳泰                | 獲獎 |
| 第36屆金馬獎          | 最佳視覺效果     | Sam Nicholson、黃宏顯 | 提名 |
| 第36屆金馬獎          | 最佳動作設計     | 董瑋                  | 獲獎 |
| 第36屆金馬獎          | 最佳剪輯         | 鄺志良                | 提名 |
| 第36屆金馬獎          | 最佳音效         | 曾景祥                | 獲獎 |
| 第36屆金馬獎          | 最佳原創電影音樂 | 金培達                | 獲獎 |
| 第5屆香港電影金紫荊獎 | 最佳男配角       | 甘國亮                | 提名 |
| 第5屆香港電影金紫荊獎 | 最佳女配角       | 何超儀                | 提名 |
| 第5屆香港電影金紫荊獎 | 最佳攝影         | 黃岳泰                | 提名 |
| 第19屆香港電影金像獎  | 最佳女配角       | 何超儀                | 提名 |
| 第19屆香港電影金像獎  | 最佳攝影         | 黃岳泰                | 獲獎 |
| 第19屆香港電影金像獎  | 最佳動作設計     | 董瑋                  | 獲獎 |
| 第19屆香港電影金像獎  | 最佳剪接         | 鄺志良                | 獲獎 |
| 第19屆香港電影金像獎  | 最佳美術指導     | 麥國強                | 提名 |
| 第19屆香港電影金像獎  | 最佳服裝造型設計 | 吳里璐                | 獲獎 |
| 第19屆香港電影金像獎  | 最佳原創電影音樂 | 金培達                | 提名 |
| 第19屆香港電影金像獎  | 最佳音響效果     | 曾景祥                | 獲獎 |

## 外部連結
- 開眼電影網上《紫雨风暴》的資料（繁體中文）
- 香港影庫上《紫雨风暴》的資料（繁體中文）
- 时光网上《紫雨风暴》的資料（简体中文）
- 豆瓣电影上《紫雨风暴》的資料 （简体中文）
- 爛番茄上《紫雨风暴》的資料（英文）
- 互联网电影数据库（IMDb）上《紫雨风暴》的资料（英文）